# Krisis
Ne doit pas être confondu avec Krisis (revue).
Krisis est un groupe de militants allemands issus du marxisme, qui en rompant avec l'anticapitalisme du marxisme traditionnel, participe à la transformation de la critique de l'économie politique dans le sens d'une critique de l'ensemble des formes sociales et catégories capitalistes, la valeur, le travail, la marchandise, la masculinité, la féminité et l'État. Ce groupe fait partie de la mouvance de la « wertkritik » (critique de la valeur), et publie une revue du même nom (Krisis) en langue allemande. 

## Histoire
Krisis est un groupe de militants allemands et autrichiens créé en mars 1986 à Nuremberg autour de Robert Kurz, Roswitha Scholz, Ernst Lohoff, Franz Schandl, Norbert Trenkle et Claus-Peter Ortlieb. Entre 1986 et 1989, le groupe publie la revue Marxistische Kritik [Critique marxiste] qui prend en 1989 le nom de Krisis. Contributions à la critique de la société marchande.  Si dans le premier numéro de Critique marxiste, le groupe argumentait encore du point de vue de la classe prolétaire, tenait le « travail » pour une catégorie transhistorique et le rapport des sexes comme naturel, toutes ces prétendues évidences étaient renversées au cours des années suivantes, laissant apparaître une nouvelle critique de la société capitaliste-marchande, sous le nom de « wert-abspaltungkritik » (critique de la dissociation-valeur) ou « wertkritik » (critique de la valeur). En remettant en chantier la critique marxiste de l’économie politique, le groupe s'est rapidement défini comme un « forum théorique pour une critique radicale de la société capitaliste ». Le groupe entend en effet actualiser et reprendre sur ses fondements, une critique fondamentale du capitalisme, notamment la critique des catégories de base du capitalisme (formes sociales essentielles de la production marchande), que sont les catégories du travail, de la marchandise, de la valeur, de l’argent, thèmes que l'ensemble des « marxistes traditionnels » ont naturalisés et délaissés, ou n'ont jamais abordé aussi radicalement. À partir de ce renouvellement de la critique axée sur la critique du travail en lui-même et en recentrant la saisie de la société capitaliste au travers du concept de fétichisme, la revue a fondé une critique du marché et de l'État, de la politique et de la nation, de la subjectivité de classe, de l’anticapitalisme tronqué qui oppose le travail au capital, des Lumières et de l'idéologie bourgeoise. Avec notamment Roswitha Scholz, la revue appuie aussi une critique féministe en élaborant une nouvelle approche du « patriarcat producteur de marchandises ». La revue puise aussi leur inspiration dans l'œuvre de Guy Debord notamment avec l'influence d'Anselm Jappe pour caractériser au plus près l'évolution du fétichisme dans l'époque « fordiste » du capitalisme, ou chez des philosophes tels que Theodor Adorno et, bien sûr, dans la lecture de Karl Marx. Mais ils opposent un " Marx exotérique " (celui des marxismes, théoricien de la modernisation industrielle et productiviste, centré sur une théorie faite du point de vue du travail, sur une compréhension unilatérale et superficielle du capitalisme en termes de marché, d’exploitation et de rapport travail/capital et qu'ils rejettent) et un " Marx ésotérique " (peu connu, qui opère une critique de la valeur, du travail et de la marchandise et qu'ils mettent en évidence), et ne se réfèrent qu'à ce dernier. C'est alors un renouvellement complet de l'interprétation de la théorie critique de Marx qui se déploie dans leurs réflexions.
Les réflexions du groupe Krisis doivent aussi être posées dans un contexte plus général. On peut dater l'apparition de ce courant de réinterprétation de la théorie critique de Marx, de 1986/87, quand dans des versions peu différentes et chez plusieurs auteurs en divers endroits de la planète, on voit la publication de nouvelles thèses assez proches dans leurs résultats. C'est donc en Allemagne la revue Krisis qui démarre à ce moment-là, mais c'est aussi l'historien américain Moishe Postone aux États-Unis qui publie en 1986 un texte qui élabore le début de son interprétation dans son célèbre texte sur l'antisémitisme national-socialiste, une réinterprétation de la théorie critique du Marx de la maturité qui sera achevée en 1993 dans Temps, travail et domination sociale, un ouvrage qui marquera fortement le groupe Krisis ; tandis qu'en France le philosophe Jean-Marie Vincent publie en 1987, Critique du travail. Le faire et l'agir (PUF). La revue Krisis fait donc partie de cet ensemble formant ce que l'on appelle en Allemagne la « nouvelle critique de la valeur » (la « wertkritik », voir Anselm Jappe), ou dite encore « critique radicale » (car portant sur la racine : les catégories de base du capitalisme) ou « critique du travail », critique que l'on peut suivre en pointillés au travers de textes de théoriciens comme Georg Lukacs, Theodor Adorno, Isaak Roubine, Hans-Jurgen Khrahl, Hans-Georg Backhaus, Lucio Colletti ou Perlman.
Krisis, qui n’est pas (quoi qu’en disent certains de leurs détracteurs français) attaché à l’université, connaît une certaine influence en Allemagne dans les milieux de la gauche anticapitaliste, organise rencontres et débats et publie des articles dans différentes revues européennes et sud-américaines. Le groupe s’est surtout fait connaître au travers de livres collectifs, comme le « Manifeste contre le travail » et « Feierabend ! Elf attacken gegen die arbeit » (Le lundi au soleil. Onze attaques contre le travail). 
Les membres de la rédaction de la revue Krisis sont Achim Bellgart, Ernst Lohoff, Franz Schandl, Norbert Trenkle et Karl-Heinz Wedel. Roswitha Scholz et Robert Kurz ont quitté la rédaction lors de la division du groupe en avril 2004.
Ce groupe a subi des dissensions internes basées surtout sur une différence de points de vue quant au développement du groupe et de ses activités, sa diversification et les moyens d'extension de son influence sur les milieux et les médias de gauche, et sur l'université. Cette situation ne trouve d'issue que dans l'éviction de Kurz et Scholz du comité de rédaction. Ceux-ci partent de leur côté fonder leur association et leur revue, Exit.
Il s'est aussi, semble-t-il, développé un conflit théorique autour de la question de l' « Wertabspaltungstheorie » (dissociation-valeur) créé par Roswitha Scholz. Mais ce n'est pas une question théorique qui pousse vraiment le groupe à se scinder. Certes, pour Kurz et Scholz, dans la socialisation capitaliste par la forme-valeur, la valeur, c'est l'homme. Car les formes de domination patriarcales précapitalistes perdurent dans le capitalisme contemporain, et ne seront abolies que quand une révolution aura dissout à la fois la société marchande fétichiste et les structures sexistes qui lui sont consubstantielles. Pour d'autres membres (dont Lohoff et Trenkle), les femmes comme les hommes ont été historiquement englobées dans l'activité productive, aussi bien dans les sociétés « primitives » ou antiques que dans la société moderne. Pour eux, les féministes ne sont jamais parvenus à penser les rapports entre critique du patriarcat et critique du capitalisme. Les deux groupes continuent aujourd'hui à avoir des relations.

## Idées
La réflexion de Krisis porte sur la véritable nature du capitalisme, sur l'essence du capitalisme, que l'ensemble des composantes du marxisme traditionnel, n'aurait jamais compris. Par les appellations « Marx exotérique » et « Marx ésotérique », la critique du travail entend distinguer deux interprétations différentes de l'œuvre de Marx, l'une étant celle traditionnellement admise (exotérique), reposant principalement sur un point de vue qui se fait à partir du travail et dont l'objet d'étude est surtout la lutte des classes. Cette interprétation traditionnelle se focalise sur le mode de distribution. Elle ne propose que de déterminer une distribution autre de toujours les mêmes catégories universelles qui règlent les échanges entre les hommes (la marchandise, l’argent, le travail et la valeur), c'est-à-dire sans pour autant opérer de critique de ces catégories en elles-mêmes. L'autre interprétation, et c'est celle qui nous intéresse ici, est bien moins connue (on l'appelle donc « ésotérique »). Elle se fait non plus cette fois du point de vue du travail mais plutôt de la possibilité de son abolition. Le Marx ésotérique est celui qui critique aussi bien le mode de distribution que le mode de production capitaliste en partant de l'analyse des catégories finalement reconnues comme historiquement spécifiques au capitalisme et que sont la valeur, la marchandise, l'argent, le travail, le capital. La critique est dite alors radicale, car elle analyse de façon approfondie les catégories qui sont à la base (à la racine) de la socialisation, de nous tous, dans le capitalisme. Elle est dite aussi pour cela, " critique catégorielle ". 
Pour Krisis, le problème de la critique élaborée par la gauche traditionnelle et les marxistes, en passant par l'École de Francfort, c'est donc que le point de vue à partir duquel ces critiques ont été faites a toujours été celui du travail: cela suppose que le travail est considéré comme une catégorie transhistorique, qui existerait de tout temps et en tous lieux, qui ne serait subordonnée au capital que de manière plus ou moins extérieure, et qui, pour cette raison, montrerait par son essence, un au-delà du capitalisme. Ce marxisme traditionnel suppose une " essence du travail " aliénée, une catégorie présupposée du travail qui serait simplement subordonnée au capital, elle serait " en soi " extérieure au capitalisme. Or, dans cette compréhension traditionnelle, on essentialise la forme du travail sous le capitalisme, pour en faire quelque chose de naturel, d'évident, un allant de soi. La critique traditionnelle ne s'arrête pas sur la forme spécifique que prend le travail sous le capitalisme.  
Krisis propose une critique radicale du travail, en considérant que travail et capital ne s'opposent pas, mais que le travail est une activité spécifique du capitalisme qui permet de transformer les hommes en " ressources humaines " pour que le capital puisse s'autoreproduire sans fin. Le travail et le capital représentent deux moments successifs d’un même processus de valorisation impersonnel, autonomisé et abstrait. Le conflit entre travail et capital, quelqu’important qu’il ait été historiquement serait un conflit à l’intérieur du capitalisme, cette opposition n’étant qu’un aspect dérivé de la véritable contradiction fondamentale : celle qui oppose la valeur et la vie sociale concrète. Il faut donc, non pas " libérer " le travail du capital, comme le revendiquent les diverses formations de gauche et d'extrême-gauche, mais se libérer du travail. Toutefois, le " travail " est à distinguer de l' "activité", c'est-à-dire le fait que les hommes transforment la nature et sont en relation les uns avec les autres de manière active. La critique du travail n'a donc ici rien à voir avec un quelconque " droit à la paresse ", avec laquelle elle est souvent confondue, à tort. Ce qui ne va pas de soi, c'est que l'activité humaine soit elle-même la médiation sociale par laquelle on obtient les produits de l'activité. Le " travail " a cette fonction historiquement spécifique au capitalisme, il est en tant que médiation sociale de lui-même (automédiation sociale), un principe abstrait (le " travail abstrait") structurant et régissant les rapports sociaux. Il est au cœur du fétichisme de la marchandise, dont la théorie est remise au cœur de la critique de la valeur chez Marx.
Il ne faut surtout donc pas entendre le travail ici comme l'activité, valable à toute époque, d'interaction entre l'homme et la nature, comme l'activité en général. Non, le travail est ici entendu comme l'activité spécifiquement capitaliste qui est automédiatisante, c'est-à-dire que le travail existe pour le travail et non plus pour un but extérieur comme la satisfaction d'un besoin par exemple. Dans le capitalisme le travail est à la fois abstrait et concret. Pour saisir la dualité du travail dans l'analyse de Marx, il faut la comprendre comme historiquement déterminée dans ses deux dimensions. Disons que le travail concret se réfère à " l'activité de peine " (comprise qualitativement) et le travail abstrait se réfère à la fonction de médiation du travail dans le capitalisme (comprise quantitativement). La spécificité du travail dans le capitalisme est qu'il médiatise les interactions humaines avec la nature, aussi bien que les relations sociales entre les gens. Travail abstrait et concret ne sont donc pas deux types de travaux différents mais bien deux aspects du travail sous le capitalisme.
Krisis soutient qu'il ne s'agit pas de réhabiliter l'aspect subordonné sur l'aspect dominant pour mettre réellement en danger le capitalisme, c'est-à-dire réhabiliter le travail concret sur le travail abstrait, la valeur d'usage sur la valeur d'échange mais bien de les critiquer radicalement conjointement comme logique complémentaire permettant à la forme-valeur de se pérenniser, la valeur d'usage et le travail concret n'étant que des sortes d'émissaires des basses œuvres de la marchandise dans « le monde réel » pour réaliser son profit : dans ce processus, l'argent investi (A) dans la production d'un produit, censé représenter une valeur d'usage (M) ne vise qu'à revenir vers lui-même en quantité augmentée (A'). Le monde réel est donc vu par le capital comme un mal nécessaire, indispensable mais contingent, pour poursuivre sa reproduction élargie. Ceci permet de comprendre pourquoi cette  poursuite sans fin a des conséquences catastrophiques sur le plan écologique puisque la forme-valeur, en somme, n'érige sa puissance que sur le sacrifice du réel c'est-à-dire, présentement, le saccage accéléré de l'environnement pour continuer son accumulation dans des proportions toujours plus développées : le monde réel doit être si nécessaire détruit entièrement au nom d'une forme aveugle de croissance pour que « l'abstraction réelle » de la marchandise (puisque dans cette forme de croissance le contenu, l'aspect « sensible » ne sont effectivement tolérés que comme matière première susceptible de faire fructifier le capital), puisse poursuivre indéfiniment son auto-reproduction. Mais en même temps, cette poursuite sans fin indique aussi que la valeur entre nécessairement, un moment ou à un autre, en crise puisque, bien que « la forme abstraite cherche à se rendre indépendante  du contenu et de ses lois », « le contenu la rejoint encore et toujours, parce qu'une forme sans contenu ne peut pas exister. La pensée de Marx se caractérise justement par l'importance accordée à la nature, lato sensu, par exemple là où Marx met en relief le rôle de la valeur d'usage, négligé par les économistes classiques, et où il souligne que le travail n'est pas seulement procès de valorisation, mais aussi procès de production. Presque toute la pensée bourgeoise reflète la logique de la valeur en ce qu'elle suppose l'existence d'une forme autonomisée qui peut continuer éternellement à se développer sans jamais rencontrer de résistance de la part d'un contenu ou d'une substance. (...) La forme, en tant qu'elle est quelque chose de pensé, est quantitativement illimitée, tandis que le contenu a toujours des bornes. La conviction selon laquelle on pourrait manipuler à l'infini la réalité sombre au plus tard dans la crise ; l'existence d'une réalité incontournable, d'une substance qui a ses propres lois, vient alors à la lumière. »

## Critique de l'État et de la politique
Pour beaucoup, la politique est la sphère sociale qui permettrait d’imposer des « limites au marché », ou encore la « démocratie » serait l'espace politique de la « libre décision consciente et collective ». Nombreux dénoncent aujourd'hui une forme spectaculaire de la politique pour affirmer un « retour » à ce que serait la « vraie politique ». Pourtant de même que la confusion autour de la catégorie de « travail », le concept de « politique » doit être clairement défini. Pour le groupe Krisis, « si on l’identifie avec l’agir collectif, avec l’intervention consciente des hommes dans la société, avec un " amour du monde " (Arendt), il est évident que personne ne saurait être contre, et une « critique de la politique » ne pourrait se concevoir que comme une simple indifférence au monde ». Cependant ceux qui prônent habituellement le « retour à la politique » ont une idée beaucoup plus spécifique de ce qu’est la « politique ». 
En réalité, cette sphère de la politique n’est pas extérieure et alternative à la sphère de l’économie marchande, elle en dépend, au contraire, structurellement. Elle est une sphère qui s'occupe des ajustements à l'intérieur d’une machine, d'un système acceptée comme tel. La « politique » et « l’économie » ne sont alors que des sphères de la totalité sociale, des subsystèmes complémentaires entre eux. Pour prendre un exemple, dans l’arène politique, on se dispute sur la simple distribution des fruits du système marchand, mais non sur son existence elle-même. Pour donner un autre exemple de cette immanence de la politique à la société marchande, il suffit de voir que les hommes politiques comme les syndicalistes du mouvement ouvrier proposent seulement de défendre les intérêts en forme marchande des catégories sociales constituées par la logique fétichiste elle-même, du genre « pouvoir d’achat », mieux partager et redistribuer le gâteau de la forme capitaliste de richesse, dénoncer le « Contrat première embauche » (CPE), pour mieux défendre le statut du contrat à durée indéterminée (CDI), etc. La politique sous le capitalisme, est de plus en plus de la politique économique et toute discussion politique ne tourne qu'autour du fétiche de l’économie. 
Comment Krisis démontre tout cela ? La sphère de l'État/politique est née du fait que l’échange de marchandises ne prévoit pas de relations sociales directes du fait de la fonction de médiation sociale qu'a le travail sous le capitalisme, et que par conséquent il faut une sphère pour les rapports directs et pour la réalisation des intérêts universels, à moins de plonger le système dans la barbarie et la guerre civile des intérêts particuliers. C’est pourquoi la formation sociale capitaliste doit produire en elle, une instance séparée qui s’occupe de l’aspect général. L’État moderne est donc créé par la logique de la marchandise, la politique telle que nous la connaissons est une forme historiquement spécifique au capitalisme, de l'agir collectif et sa dénaturation sous une forme déjà fétichisée. L'État est l’autre face de la marchandise ; les deux sont liés entre eux comme deux pôles inséparables.
Krisis s'oppose aussi à l'idée d'opposer l'État/politique au marché. La politique n'est pas la solution. C’est ainsi le capitalisme lui-même qui a très massivement recouru à l’État et à la politique pendant la phase de son installation (entre le XVe siècle et la fin du XVIIIe siècle) et qui a continué à le faire là où les catégories capitalistes devaient encore être introduites - dans les pays arriérés à l’est et au sud du monde au cours du XXe siècle, pour faire ce que Robert Kurz appelle la « modernisation de rattrapage », une version accélérée de l'installation des formes sociales de bases du capitalisme. Enfin, le capitalisme y recourt toujours et partout dans les situations de détresse et de crise. C’est seulement dans les périodes où le marché semble tenir sur ses propres jambes, que le capital voudrait réduire les faux frais qu’implique un État fort. On peut observer aussi que « la politique n’a pas de moyen autonome d’intervention. Elle doit toujours se servir de l’argent, et chaque décision qu’elle prend doit être " financée ". Lorsque l’État cherche à créer son propre argent en imprimant du papier-monnaie, cet argent se dévalorise tout de suite. Le pouvoir étatique fonctionne seulement jusqu’à ce qu’il réussisse à prélever de l’argent sur des procès de valorisation réussis. Lorsque ces procès commencent à ralentir, l’économie limite et étouffe toujours plus l’espace d’action de la politique. Il devient alors évident que dans la société de la valeur la politique se trouve dans un rapport de dépendance vis-à-vis de l’économie. Avec la disparition de ses moyens financiers, l’État se réduit à la gestion, toujours plus répressive, de la pauvreté ». Pourtant le marxisme du mouvement ouvrier et presque toute la gauche ont toujours misé sur l’État, parfois jusqu’au délire, en le prenant pour le contraire du capitalisme.
Cependant la critique radicale de la politique sous sa forme moderne, peut aussi s'appuyer sur ce que Moishe Postone appelle la « théorie socio-historique de la connaissance et de la subjectivité » et expliquer l'effet du fétichisme de la marchandise sur les limites de ce qu'est la politique. Car la valeur ne se limite pas à être une forme de production, elle est aussi une forme de conscience. Non seulement dans le sens que chaque mode de production produit en même temps des formes de conscience correspondantes : tout ce que les sujets de la valeur peuvent penser, imaginer, vouloir ou faire se montre déjà sous forme de marchandise, d’argent, de pouvoir étatique, de droit. Dans une constitution fétichiste de la société, il n’existe pas une volonté du sujet qu’on puisse opposer à la réalité « objective ». La démocratie même, espace supposé de l'auto-constitution des décisions collectives, est l’autre face du capital, non son contraire. La démocratie sous le capitalisme, ne peut donc être ce que l'on croit qu'elle puisse être. De même que les lois de la valeur se trouvent hors de portée du libre arbitre des individus, elles sont aussi inaccessibles à la volonté politique dans une société fétichiste, il ne peut pas exister un tel sujet autonome et conscient. Aujourd'hui en effet, la « démocratie est complète, lorsque tout est sujet à négociations - sauf les contraintes qui dérivent du travail et de l’argent. 
Le groupe Krisis, notamment avec Anselm Jappe, dans ce refus de la politique, essaye aussi de développer autre chose qui tente d'échapper aux formes fétichisées : une « Politique sans politique ». On parle aussi d' « antipolitique ». Cependant, cette « anti-politique » n'a rien à voir avec le renoncement à l’intervention consciente et elle n’est pas le fait d’un goût esthétisant pour l’extrémisme. L'antipolitique découle au contraire de la critique radicale de la politique sous le capitalisme. L'antipolitique refuse la trahison de l'intention originale de l' « agir » portée par les tenants contemporains de la « politique ». Elle cherche la séparation radicale d’avec le monde de la politique et de ses institutions, de la représentation et de la délégation, pour inventer à leur place de nouvelles formes d’intervention directe. « Au lieu d’identifier la politique avec les institutions publiques de la société marchande, on peut identifier la politique avec la praxis en général. Mais cette praxis, il ne faut pas l’opposer abstraitement à la théorie. La théorie dont il est question ici n’est pas la servante de la praxis, ni sa préparation, mais en est une partie intégrale ».